# USS Stribling (DD-867)
USS Stribling (DD-867) là một tàu khu trục lớp Gearing được Hải quân Hoa Kỳ chế tạo vào giai đoạn cuối Chiến tranh Thế giới thứ hai. Nó là chiếc tàu chiến thứ hai của Hải quân Mỹ được đặt theo tên Chuẩn đô đốc Cornelius Kincheloe Stribling (1796-1880), người từng phục vụ trong các cuộc Chiến tranh 1812, Chiến tranh Mexico-Hoa Kỳ và cuộc Nội chiến Hoa Kỳ. Hoàn tất khi chiến tranh đã kết thúc, con tàu tiếp tục phục vụ trong giai đoạn Chiến tranh Lạnh và Chiến tranh Việt Nam cho đến khi xuất biên chế và rút đăng bạ năm 1976. Nó bị đánh chìm như một mục tiêu năm 1980. Stribling được tặng thưởng hai Ngôi sao Chiến trận do thành tích phục vụ trong Chiến tranh Việt Nam.

## Thiết kế và chế tạo
Stribling được đặt lườn tại xưởng tàu của hãng Bethlehem Steel Corporation ở Staten Island, New York vào ngày 15 tháng 1 năm 1945. Nó được hạ thủy vào ngày 8 tháng 6 năm 1945; được đỡ đầu bởi bà W. Hunter Powell, và nhập biên chế vào ngày 29 tháng 9 năm 1945 dưới quyền chỉ huy của Hạm trưởng, Trung tá Hải quân J. D. Buckeley.

## Lịch sử hoạt động

### 1945 - 1953
Sau khi hoàn tất việc chạy thử máy tại khu vực ngoài khơi vịnh Guantánamo, Cuba, Stribling trình diện để phục vụ cùng Trường Sonar Hạm đội đặt căn cứ tại Key West, Florida. Vào năm 1948, nó khởi hành cho lượt đầu tiên trong nhiều đợt được biệt phái sang phục vụ cùng Đệ Lục hạm đội tại Địa Trung Hải từ năm 1948 đến năm 1953. Trong chuyến đi năm 1948, nó đại diện cho lực lượng Liên Hợp Quốc tuần tra ngoài khơi Lãnh thổ Ủy trị Palestine; và vào năm 1949 nó là tàu chiến Hoa Kỳ đầu tiên viếng thăm một cảng Tây Ban Nha kể từ khi cuộc Nội chiến Tây Ban Nha nổ ra vào năm 1936. Trong đợt bố trí phục vụ cùng Đệ Lục hạm đội vào năm 1950, con tàu đã viếng thăm nhiều cảng Bắc Âu.

### 1953 - 1959
Stribling khởi hành từ Norfolk, Virginia vào ngày 23 tháng 8, 1953 để băng qua kênh đào Panama, chặng đầu của hành trình đi nhận nhiệm vụ cùng Hạm đội Thái Bình Dương. Nó đi đến Yokosuka, Nhật Bản vào ngày 3 tháng 10. Sau một giai đoạn bảo trì ngắn, nó nhận nhiệm vụ tại vùng biển ngoài khơi bán đảo Triều Tiên. Do dù cuộc xung đột đã chấm dứt do có thỏa thuận ngừng bắn, chiếc tàu khu trục vẫn hoạt động cùng các tàu sân bay thuộc Lực lượng Đặc nhiệm 77 trong biển Nhật Bản, và với Lực lượng Đặc nhiệm 95, lực lượng hộ tống và phong tỏa Liên Hợp Quốc, dọc bờ biển phía Tây bán đảo Triều Tiên và trong biển Hoàng Hải. Xen kẻ giữa những giai đoạn này, nó thực hành huấn luyện và viếng thăm các cảng tại Viễn Đông.
Vào tháng 3, 1954, Stribling lên đường để hoàn tất chuyến đi vòng quanh thế giới. Nó đi đến Port Said, Ai Cập vào ngày 19 tháng 3, và tiếp tục viếng thăm các cảng trong khu vực Địa Trung Hải trước khi về đến Norfolk hoàn tất chuyến đi vào ngày 10 tháng 4. Trong sáu năm tiếp theo sau, chiếc tàu khu trục tiếp tục được phái sang phục vụ cùng Đệ Lục hạm đội tại Địa Trung Hải, xen kẻ với những nhiệm vụ của Đệ Nhị hạm đội tại vùng biển Bắc Đại Tây Dương và vùng biển Caribe. Phần lớn thời gian của nó được dành cho thực hành huấn luyện, tập trận hạm đội hay phối hợp cùng hải quân các nước trong Khối NATO. Nó đã có mặt tại Địa Trung Hải vào lúc xảy ra cuộc Khủng hoảng Li-băng 1958, sẵn sàng để can thiệp nếu cần thiết cho đến khi cuộc xung đột lắng dịu.

### 1960 - 1969
Từ tháng 6, 1960 đến tháng 4, 1961, Stribling trải qua một đợt nâng cấp lớn tại Xưởng hải quân Charleston trong khuôn khổ Chương trình Hồi sinh và Hiện đại hóa Hạm đội (FRAM: Fleet Rehabilitation and Modernization). Sau khi hoàn thành việc đại tu, nó tiến hành huấn luyện ôn tập tại khu vực vịnh Guantánamo, Cuba rồi tham gia cuộc tập trận "Lime Jug" của Khối NATO. Trong tháng 2, 1962, nó tham gia vào Chương trình Mercury khi tham gia vào hoạt động thu hồi tàu không gian Friendship 7 đưa phi hành gia John Glenn lên quỹ đạo quanh trái đất.
Sang tháng 8, 1962, Stribling được biệt phái sang phục vụ cùng Đệ Lục hạm đội tại Địa Trung Hải, nhưng đã dành ít nhất một phần ba thời gian đó hoạt động cùng Lực lượng Trung Đông tại vùng phụ cận vịnh Ba Tư. Nó tiến hành tập trận cùng hải quân các nước Ả Rập Xê Út và Iran cũng như viếng thăm nhiều cảng, đặc biệt là Djibouti tại Somaliland thuộc Pháp; đảo Kharg, Iran và Aden. Trong hai lượt biệt phái tiếp theo, nó tiếp tục được phái sang hoạt động cùng Lực lượng Trung Đông. Đến mùa Xuân năm 1966, chiếc tàu khu trục được bổ sung một hệ thống máy bay trực thăng không người lái chống tàu ngầm Gyrodyne QH-50 DASH, và hoàn tất chuẩn nhận hoạt động DASH vào ngày 4 tháng 5, 1966. Trong tháng 2 và tháng 3, 1966, nó tham gia vào việc thử nghiệm tên lửa đạn đạo phóng từ tàu ngầm UGM-27 Polaris tại khu vực thử nghiệm Đại Tây Dương.

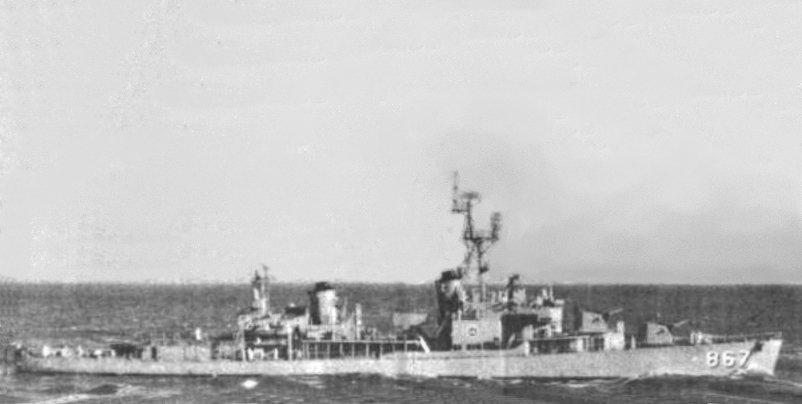
USS Stribling (DD-867) trong cấu hình sau đợt nâng cấp FRAM I.

Stribling khởi hành từ Mayport, Florida vào ngày 30 tháng 1, 1969 cho lượt hoạt động thứ hai tại Viễn Đông. Sau hành trình đi ngang qua kênh đào Panama, San Diego và Trân Châu Cảng, nó đi đến Yokosuka, Nhật Bản và bắt đầu trực tiếp can dự vào cuộc Chiến tranh Việt Nam. Nó tham gia các Chiến dịch Sea Dragon và Market Time dọc theo bờ biển Việt Nam, cũng như các hoạt động bắn phá hải pháo và tìm kiếm và giải cứu (SAR) những phi công bị bắn rơi. Đặc biệt trong vai trò PIRAZ (Positive Identification Radar Advisory Zone: Khu vực Nhận diện và Tư vấn Radar Chủ động), nó hộ tống cho những tàu chiến lớn trang bị những thiết bị radar và hệ thống nhận diện mục tiêu tiên tiến.
Trong mùa Hè năm đó, Stribling phục vụ canh phòng máy bay cho các tàu sân bay hoạt động tại Trạm Yankee trong vịnh Bắc Bộ, xen kẻ với những chuyến đi đến Hong Kong và Cao Hùng, Đài Loan để nghỉ ngơi, cũng như đến vịnh Subic, Philippines để bảo trì và tiếp liệu. Nó từng phải đi đến vịnh Subic để sửa chữa những hư hỏng sau một sự cố va chạm với một sà lan chở nhiên liệu của Nam Việt Nam đang khi được tiếp nhiên liệu vào ban đêm. Con tàu rời vùng chiến sự vào ngày 2 tháng 8 để quay trở về nhà, ghé qua Kure và Yokosuka, Nhật Bản trước khi tiếp tục hành trình; sau khi đi ngang qua Trân Châu Cảng, San Diego, Acapulco tại Mexico và kênh đào Panama, nó về đến vào ngày 17 tháng 9.

### 1970 - 1976
Sau khi quay trở về từ Viễn Đông, Stribling tiếp tục được phái sang phục vụ cùng Đệ Lục hạm đội tại Địa Trung Hải, xen kẻ với những hoát động tại chỗ dọc bờ biển Đại Tây Dương. Thời gian của chuyến đi sang Địa Trung Hải từ tháng 8, 1970 đến tháng 3, 1971 lại đúng vào lúc xảy ra cuộc xung đột giữa Tổ chức Giải phóng Palestine (PLO) với quân đội Jordan, có sự can dự của cả phía Syria nhằm âm mưu lật đổ Vua Hussein của Jordan. Chiếc tàu khu trục đã tham gia lực lượng Đệ Lục hạm đội, trong thành phần phòng không cho một tàu sân bay, và hoạt động tuần tra tại Trạm Bravo ngoài khơi bờ biển Syria đề phòng xung đột leo thang, cho đến khi tình hình lắng dịu. Vào ngày 22 tháng 10, nó theo dấu một tàu ngầm chạy năng lượng hạt nhân không rõ nhận dạng trong suốt 48 giờ.
Chuyến đi tiếp theo của Stribling sang vùng Địa Trung Hải từ tháng 2 đến tháng 9, 1972 không xảy ra sự kiện gì đặc biệt; con tàu đã huấn luyện thực hành cùng hạm đội và tập trận cùng hải quân các nước đồng minh. Vào tháng 3, 1973, nó vòng qua mũi Hảo Vọng để đi sang khu vực Ấn Độ Dương và phục vụ cùng Lực lượng Trung Đông. Sau khi quay trở về nhà, nó tiếp tục hoạt động cùng Đệ Nhị hạm đội dọc theo bờ biển Đại Tây Dương trong gần ba năm tiếp theo, ngoại trừ vào tháng 9 và tháng 10, 1974, khi nó lên đường đi sang Châu Âu tham dự cuộc Tập trận Northern Merger; chuyến đi này đã đưa nó viếng thăm các cảng Hà Lan và Anh Quốc.
Tình trạng vật chất đã xuống cấp của Stribling đã khiến cho chuyến đi phục vụ cuối cùng sang Địa Trung Hải vào đầu năm 1976 của nó gặp nhiều bất trắc. Trước khi lên đường nó được lấp đặt những thiết bị trinh sát điện tử trên sàn đáp máy bay trực thăng, cũng như một kiểu nguyên mẫu sonar thử nghiệm do University of Texas System phát triển. Trong hành trình vượt Đại Tây Dương, nó phải đổ xi-măng giữa các vách lườn tàu để ngăn chặn nhiều chỗ rò rỉ nước mà chưa được sửa chữa. Cũng trong chuyến đi này, con tàu mắc phải sự kiện bắn nhầm khi phóng thực tập một tên lửa chống ngầm RUR-5 ASROC mang đầu đạn giả dùng trong huấn luyện; thay vì nhắm vào một mục tiêu ngầm cố định, nó lại phóng tên lửa trúng vào một tàu ngầm chạy diesel của Hải quân Pháp, thông tin về hậu quả của vụ bắn nhầm này hiện vẫn còn giữ bí mật.
Stribling được cho xuất biên chế đồng thời rút tên khỏi danh sách Đăng bạ Hải quân vào ngày 1 tháng 7, 1976. Nó bị đánh chìm như một mục tiêu vào ngày 27 tháng 7, 1980.

## Phần thưởng
Stribling được tặng thưởng hai Ngôi sao Chiến trận do thành tích phục vụ trong Chiến tranh Việt Nam.